# Dinei
Telmário de Araújo Sacramento, plus connu sous le nom de Dinei, est un footballeur brésilien né le 11 novembre 1983 à São Domingos. Il évolue au poste d'attaquant.

## Biographie
Dinei joue au Brésil, en Espagne et au Japon.
Il inscrit 11 buts en deuxième division espagnole lors de la saison 2008-2009 avec le club du Celta Vigo, et 12 buts en deuxième division japonaise lors de la saison 2017 avec le Shonan Bellmare.
Il joue plus de 100 matchs en première division brésilienne. Il inscrit 16 buts dans ce championnat en 2013 avec l'Esporte Clube Vitória.
Il participe également à la Copa Sudamericana (10 matchs, un but).

## Palmarès
- Vainqueur du Campeonato Paranaense en 2005 avec l'Atlético Paranaense
- Vainqueur de la Copa Paraná en 2003 avec l'Atlético Paranaense
- Vainqueur du Campeonato Paulista do Interior en 2006 avec le Noroeste EC
- Vainqueur du Campeonato Baiano en 2013 avec le Vitória EC